# 克拉克／湖站
克拉克／湖站（英語：Clark/Lake station）是一個位於美國芝加哥盧普區西湖街100/124號的芝加哥地鐵車站，可由詹姆斯·R·湯普森中心和北拉薩塞大廈203號進入。此站是芝加哥地鐵相當複雜的車站，由高架車站和地下車站組成。高架車站有橙線、綠線、紫線、粉紅線、棕線停靠，而地下車站則有藍線停靠。2014年12月此站每日平均有17,644人次進入車站，成為芝加哥地鐵第二繁忙的車站。此站還可前往理查德·J·達里中心、芝加哥市政廳和大桑頓塔。截至2014年12月，此站是迴圈高架最繁忙的車站，也是芝加哥地鐵第二繁忙的車站。此站被ABC 7芝加哥台認定為最多扒手的車站。

## 歷史

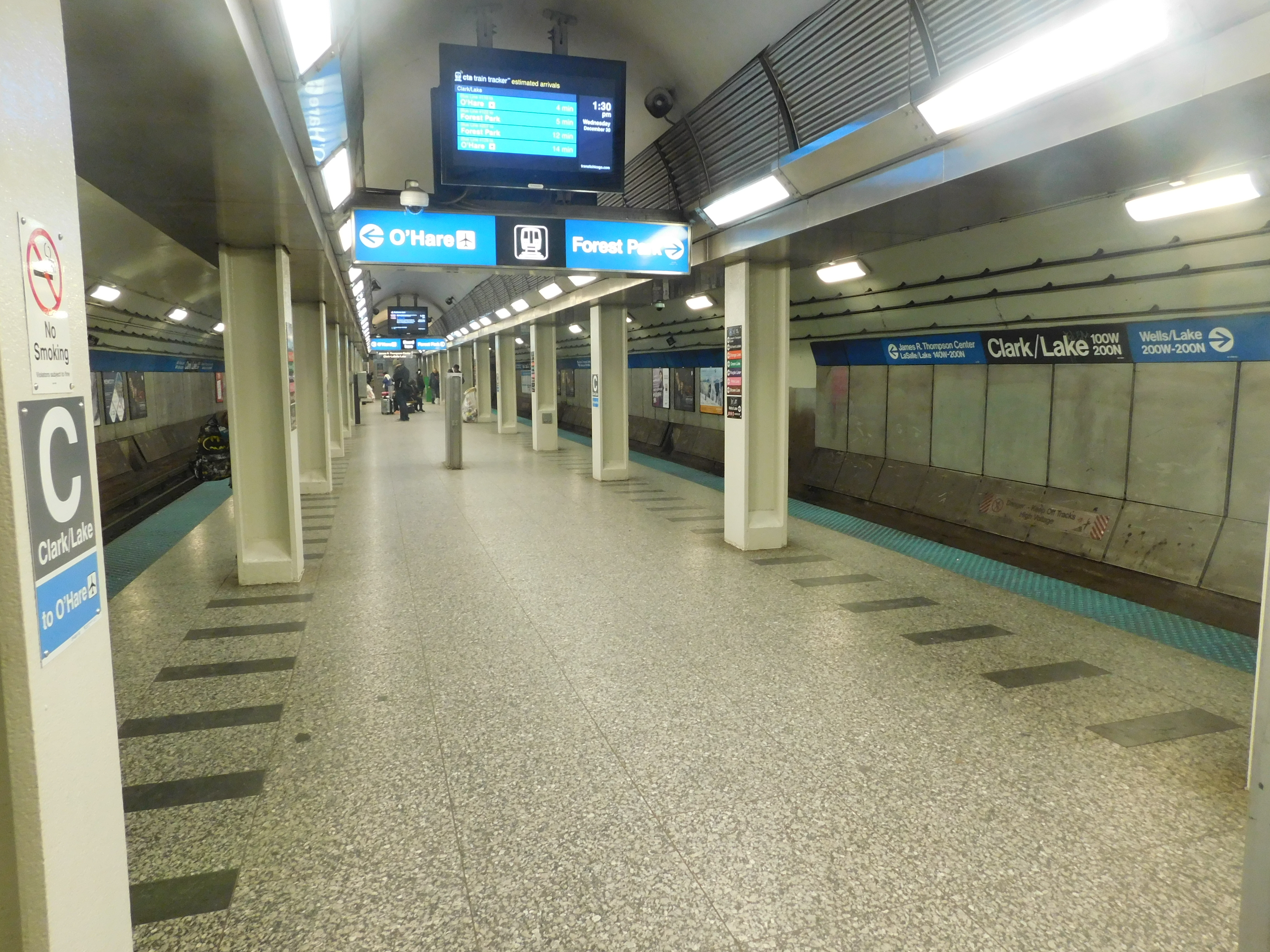

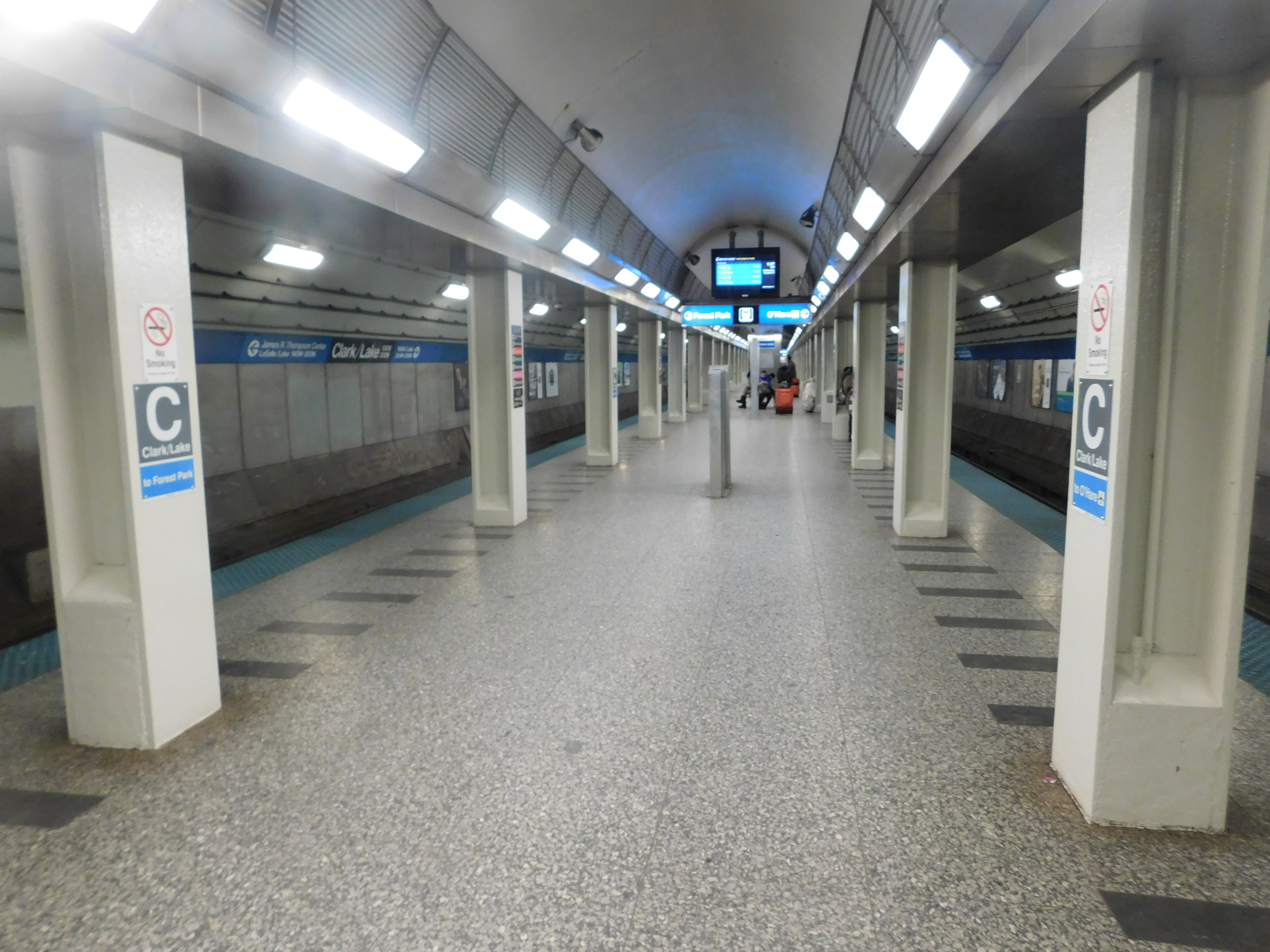

克拉克／湖站是由兩個車站合併而成。原初的高架車站在1895年9月22日啟用，是湖街高架鐵路瓦巴什延線的三個車站之一。這條延線在1897年完工時成為芝加哥迴圈的湖街部分。地下車站在1951年2月25日以「湖街轉運」站啟用。1988年至1992年間，高架車站重建，主入口改在詹姆斯·R·湯普森中心。此舉容許高架車站和地下車站轉乘時不必離開付費區，自此兩個車站合併成一個車站。因此，此站是唯一停靠芝加哥地鐵6條路線的車站。藍線停靠地下車站，綠線停靠高架車站的兩個方向，橙線、粉紅線與紫線只停靠內迴圈月台，棕線只停靠外迴圈月台。

## 車站結構
| P 高架月台層 | 側式月台，右側開門        | 側式月台，右側開門 |
| P 高架月台層 | 逆時針                    | 绿线 往哈萊姆／湖（克林頓） · 棕线 往金博爾（商品市場）                                                                         |
| P 高架月台層 | 順時針                    | 绿线 往阿什蘭／63街或小屋林（州／湖） · 紫綫 繁忙時段往林登（州／湖） · 粉紅綫 往54街／塞馬克（州／湖） · 橙綫 往中途（州／湖） |
| P 高架月台層 | 側式月台，右側開門        | |
| M            | 夾層                      | 驗票閘門、售票機、月台間轉乘 |
| G            | 地面                      | – |
| P 地下月台層 |                           | 蓝线 往奧黑爾（格蘭） |
| P 地下月台層 | 島式月台，右側開門        | |
| P 地下月台層 | 蓝线 往森林公園（華盛頓） | |

## 外部連結
维基共享资源上的相關多媒體資源：克拉克／湖站
- Clark/Lake on CTA website （页面存档备份，存于）
- Historic American Engineering Record (HAER) No. IL-1-E, "Union Elevated Railroad, Clark Street Station"
- Clark Street entrance to elevated line from Google Maps Street View
- Lake Street entrance to Thompson Center from Google Maps Street View
- Wells Street entrance to subway from Google Maps Street View